# APOLD1
APOLD1 (англ. Apolipoprotein L domain containing 1) – білок, який кодується однойменним геном, розташованим у людей на короткому плечі 12-ї хромосоми. Довжина поліпептидного ланцюга білка становить 279 амінокислот, а молекулярна маса — 30 546.
| 10         |  | 20         |  | 30         |  | 40         |  | 50         |
| ---------- |  | ---------- |  | ---------- |  | ---------- |  | ---------- |
| MFRAPCHRLR |  | ARGTRKARAG |  | AWRGCTFPCL |  | GKGMERPAAR |  | EPHGPDALRR |
| FQGLLLDRRG |  | RLHGQVLRLR |  | EVARRLERLR |  | RRSLVANVAG |  | SSLSATGALA |
| AIVGLSLSPV |  | TLGTSLLVSA |  | VGLGVATAGG |  | AVTITSDLSL |  | IFCNSRELRR |
| VQEIAATCQD |  | QMREILSCLE |  | FFCRWQGCGD |  | RQLLQCGRNA |  | SIALYNSVYF |
| IVFFGSRGFL |  | IPRRAEGDTK |  | VSQAVLKAKI |  | QKLAESLESC |  | TGALDELSEQ |
| LESRVQLCTK |  | SSRGHDLKIS |  | ADQRAGLFF  |  |            |  |            |

A: Аланін

C: Цистеїн

D: Аспарагінова кислота

E: Глутамінова кислота

F: Фенілаланін

G: Гліцин

H: Гістидин

I: Ізолейцин

K: Лізин

L: Лейцин

M: Метіонін

N: Аспарагін

P: Пролін

Q: Глутамін

R: Аргінін

S: Серин

T: Треонін

V: Валін

W: Триптофан

Кодований геном білок за функцією належить до білків розвитку. 
Задіяний у таких біологічних процесах, як ангіогенез, диференціація клітин, альтернативний сплайсинг. 
Локалізований у клітинній мембрані, мембрані.